# Авиационные катастрофы во Внукове 5 ноября 1946 года
В районе московского аэропорта Внуково 5 ноября 1946 года в течение часа последовательно произошли сразу три авиационные катастрофы, в которых были потеряны два самолёта Ли-2 и один Douglas C-47. При этом в общей сложности погибло 19 человек. В прессе об этих авиакатастрофах не сообщалось.

## Предшествующие обстоятельства
В начале ноября 1946 года в Московской области были очень плохие погодные условия. При этом близилась очередная годовщина Октябрьской революции, на которую были приглашены гости из разных регионов страны. Из-за погоды экипажи были вынуждены садиться на запасных аэродромах и там ожидать её улучшения. Тогда руководству аэропорта была поставлена обязательная задача обеспечить прибытие гостей. В результате 5 ноября метеослужба выдала прогноз погоды, что с 15 до 17 часов в районе аэропорта ожидается улучшение видимости. Когда же получившие такой прогноз экипажи вылетели в Москву, то фактически там был густой туман, затруднявший посадку. Из-за этого в зоне аэропорта Внуково вскоре оказались одновременно 17 самолётов, при этом руководство аэропорта не стало предпринимать мер по отправке их на запасные аэродромы, такие как Клин, Солнечногорск и другие.

## Катастрофа туркменского Ли-2
Самолёт Ли-2 с бортовым номером СССР-Л4181 из Туркменского территориального управления ГВФ выполнял грузопассажирский рейс из Ашхабада. Пилотировал его экипаж, в состав которого входили командир (КВС) Заерко В. И., второй пилот Кашенев Б. А., бортмеханик Сафронов Н. И., бортрадист Парахин и стюардесса Обухова Н. И. Из-за сложных погодных условий в московском регионе рейс задержался в Воронеже, где пробыл два дня. Все пассажиры при этом, не дожидаясь улучшения погоды, отправились дальше в Москву на поезде. 5 ноября после получения информации об улучшении погоды самолёт без пассажиров продолжил рейс до Москвы. Однако из-за сложных метеоусловий в районе аэропорта и большого числа самолётов в очереди на посадку борт Л4181 на протяжении около двух часов был вынужден выполнять полёт по кругу в зоне ожидания. На борту оставался уже небольшой запас топлива, когда в 18:07 было дано разрешение на посадку. Погодные условия в это время были очень плохие — видимость 300—400 метров при нижней границе облачности 30—50 метров. Выполняя стандартный разворот на малой высоте, Ли-2 потерял скорость и в районе 34 километра шоссе Москва — Минск у деревни Ямищево врезался в землю и разрушился. Все 5 человек на борту погибли, при этом пилоты и бортмеханик скончались на месте, а бортрадист и стюардесса уже в больнице.

## Катастрофа московского C-47
Самолёт Douglas C-47 с бортовым номером СССР-Л946 из 10-й гвардейской авиационной транспортной дивизии ГВФ выполнял международный пассажирский рейс из Берлина (Шёнефельд) в Москву с промежуточной посадкой в Риге (Спилве). Пилотировал его экипаж, в состав которого входили КВС Найденко А. А., второй пилот Смосаренко В. И., бортмеханик Баев М. Т. и бортрадист Корпич Н. И. При вылете из Риги на борту находились 22 пассажира. Авиалайнер находился в зоне ожидания аэропорта Внуково порядка двух часов, после чего в 18:27 экипаж начал выполнять заход на посадку в условиях густого тумана, имевшего нижнюю границу на высоте 10—50 метров при горизонтальной видимости 600 метров. Во время выполнения захода экипаж промахнулся мимо посадочного знака «Т», поэтому в 300—400 метрах после него и на высоте 10—15 метров от земли было принято решение уходить на второй круг. Режим двигателей был резко увеличен, что привело к появлению кабрирующего момента. Лайнер круто поднял нос, в результате чего быстро потерял поступательную скорость и, перейдя в сваливание, врезался в землю в 600—700 метрах от посадочного «Т». В катастрофе погибли 13 из 26 человек на борту.

## Катастрофа литовского Ли-2
Самолёт Ли-2 с бортовым номером СССР-Л4207 из Литовской отдельной авиагруппы ГВФ выполнял пассажирский рейс из Вильнюса. Пилотировал его экипаж, в состав которого входили КВС Болтенко В. Ф., второй пилот Джонжуан Л. К., бортмеханик Данник И. П. и бортрадист Брыков В. И. Всего на борту находились 22 пассажира. В зоне ожидания авиалайнер выполнял полёт по кругу в течение 1 часа 15 минут, пока в 17:45 экипаж не получил разрешение на посадку. Однако у данного Ли-2 был неисправен автоматический радиокомпас, в связи с чем заход на посадку выполнялся под контролем авиадиспетчера, следившего за самолётом по обзорному радару. В общей сложности было выполнено пять заходов на посадку, при этом диспетчер передал в целом более шести десятков пеленгов. В четырёх попытках экипаж прерывал заход и уходил на повторный круг, но во время пятого захода у самолёта было полностью выработано топливо. Ли-2 начал снижаться, пока не врезался в столбы освещения, после чего в 18:55 рухнул на землю. В катастрофе погибла одна пассажирка.